# Endostroma
Endostroma (łac. endostromata) – wewnętrzna część podkładki (stromata) lub podkładki niewłaściwej (pseudostromata) u grzybów. Znajduje się poniżej ektostromy. Endostroma może wytwarzać perytecja, w których powstają zarodniki płciowe – askospory, jest więc teleomorfą.  Ektostroma może bezpłciowo wytwarzać konidia, jest więc anamorfą danego gatunku grzyba. U niektórych gatunków grzybów (np. u rodziny Diatrypaceae) obydwie te morfy występują na jednej podkładce. Zazwyczaj tworzą się w różnym czasie, ale czasami równocześnie.
Aby askospory mogły się wydostać na zewnątrz, szyjki perytecjów z ostiolami przebijają ektotecjum, lub znajdują się poniżej jego powierzchni, otoczone przez ektotecjum.
Ektostromy i endostromy różnią się budową morfologiczną. Np. u wielu przedstawicieli rodzaju Diatrype (gruzak) ektostromy są czarne, endostromy jasne, kremowobiałe. Morfologia endostromy ma znaczenie przy oznaczaniu gatunków. 